# Mala Vedmejka, Manevîci
Mala Vedmejka (în ucraineană Мала Ведмежка) este un sat în comuna Țminî din raionul Manevîci, regiunea Volînia, Ucraina.

## Demografie
Componența lingvistică a localității Mala Vedmejka
     Ucraineană (98,72%)
     Rusă (1,28%)
Conform recensământului din 2001, majoritatea populației localității Mala Vedmejka era vorbitoare de ucraineană (98,72%), existând în minoritate și vorbitori de rusă (1,28%).